# Michel Bédat
Pour les articles homonymes, voir Bédat.
Pour les autres membres de la famille, voir Famille Bédat.
Michel Bédat, né le 10 mars 1925 à Saint-Laurent dans le Jura et mort le 24 juin 1999 à Besançon, est un homme d'affaires français franc-comtois.

## Biographie
Fils de Narcisse Bédat et de Rose Malfroy, Michel Bédat est né à Saint-Laurent-en-Grandvaux dans le Jura. Après avoir étudié à l'École des Francs-Bourgeois à Paris, à l'Institut Stanislas de Cannes et au Lycée Saint-Louis à Paris, Michel Bédat intègre l'École centrale Paris.
Il épouse le 15 septembre 1949 Françoise Fernier, écrivaine, fille du peintre franc-comtois Robert Fernier.
Il reçoit le 4 juillet 1979 le grade de Chevalier de la Légion d'honneur des mains de Louis Devaux.
Michel Bédat décède le 25 juin 1999 à Champagne-sur-Loue dans le Jura. Il a quatre enfants : Gérard Bédat, Catherine Meilhac, Olivier Bédat et Sylvie Bédat et huit petits-enfants : Nicolas, Caroline, Frédéric, Amélie, Lætitia, Stéphane, Guillaume et Charlotte.

## Parcours
- 1953-1955 Chef du service du développement de la Cie de Saint-Gobain
- 1955-1958 Vice-Président de Saint-Gobain Inc à New York
- 1958-1961 Président Directeur Général de La Sté Industrielle des Silicones (SISS)
- 1961-1964 Administrateur Directeur Général de la Sté Exprover à Bruxelles
- 1964-1969 Directeur Général de la division glaces de la Cie Saint-Gobain à Paris
- 1968-1969 Président Directeur Général de la Sté Le Triplex
- 1964-1969 Président Directeur Général de la Sté Quartz & Silice
- 1964-1968 Président Directeur Général de la Sté Optique & Verrerie Industrielle et Scientifique (SOVIS)
- 1969-1970 Directeur Général de Cristalería Española (es) à Madrid
- 1970-1971 Directeur à la Sté Le Nickel
- 1971-1982 Président Directeur Général puis Président d'honneur de la Société générale de fonderie (SGF)
- Depuis 1974 Administrateur de Plastic Omnium
- Depuis 1976 Administrateur de Précision Mécanique Labinal
- Depuis 1978 Président d'honneur du Syndicat des fabricants de céramique sanitaire
- Depuis 1987 Administrateur & Président d'honneur de la Sté de développement régional Centrest
- 1971-1981 Administrateur de la Banque nationale de Paris
- Depuis 1971 Président d'honneur de l'Association nationale des Stés de développement (ANSER)
- Pdt d'honneur de la Sté des fabricants de Céramique sanitaire

## Divers
- Président de l'Association des Francs-Comtois à New York
- 1992-1995 Président des anciens élèves de l'École centrale Paris
- 1977-1985 Président de l'Association des Amis de Gustave Courbet

### Sources
- Who's Who, France
- Association des centraliens

| Prédécesseur : Robert Fernier | Président de la Société des amis de Gustave Courbet 1977-1992 | Suivant : Balthus |